# Иван Стойков
 Тази статия е за българския военен.  За българския църквоен певец и деец вижте Иван Стойков (Кочани).  
Иван Великов Стойков е български генералщабен офицер, генерал-майор от кавалерията, командир на Конната дивизия през Първата световна война.

## Биография
Иван Стойков е роден на 7 февруари 1868 година в село Гайтаниново, Неврокопско през 1866 година. Баща му Велик Стойков участва и загива на Шипка в Българското опълчение по време на Руско-турската война. Брат е на апелативния съдия на цяла Южна България Георги Стойков и на офицера и революционер Димитър Стойков. Ръководителят на ВМОК Борис Сарафов му е братовчед. Една година след смъртта на баща му умира и майка им Мария Стойкова. Вуйчо му Петър Сарафов взема и отглежда четирите деца на сестра си.
През 1880 година Иван Стойков напуска родното си село. Участва като доброволец в Сръбско-българската война в 1885 година.
През 1887 година завършва Военното училище в София, на 7 ноември е произведен подпоручик и е зачислен в Лейбгвардейския ескадрон. Командва ескадрон на 4-ти конен полк в Ямбол, след това е старши адютант във 2-ра конна бригада. На 7 ноември 1890 година е произведен в поручик, а от 1891 година служи в княжеската гвардия.
В 1894 година завършва Генералщабна академия в Торино, Италия, служи като началник-щаб на Кавалерийската инспекция. В 1895 година е произведен в ротмистър. В 1897 година напуска гвардията и служи във Втора кавалерийска дивизия. От 1900 година е главен адютант на дивизията. През 1901 година е произведен в майор, през 1905 година в подполковник и на 18 май 1909 година в чин полковник.
През Балканската война полковник Стойков е началник-щаб на 9-а пехотна плевенска дивизия.
След сключеното примирие през 1913 година става началник на Военната академия в София. Там изработва първите учебни планове и иструкции и методика за преподаване.
През Първата световна война първоначално командва на 1-ва конна бригада, с която воюва при Трън и Прищина в Южна Сърбия, след което от 30 ноември 1915 година е командир на Първа конна дивизия, която в края на годината освобождава Охрид, а от 5 май 1916 командва новосформираната 2-ра конна дивизия. На 30 май 1917 година е произведен в генерал-майор и става началник на 9-а дивизионна област. Към края е началник на Главната ревизионна комисия (1918). През 1918 година минава в запаса.
Генерал-майор Иван Стойков загива при атентата в църквата „Света Неделя“ на 16 април 1925 година.

## Военни звания
- Подпоручик (7 ноември 1887)
- Поручик (7 ноември 1890)
- Капитан (1895)
- Майор (1901)
- Подполковник (1905)
- Полковник (18 май 1909)
- Генерал-майор (30 май 1917)

## Награди
- Войнишки кръст „За храброст“ IV степен;
- Войнишки кръст „За храброст“ III степен;
- Военен орден „За храброст“ IV степен;
- Орден „Св. Александър“ V степен без мечове;
- Орден „Св. Александър“ IV степен с мечове по средата;
- Народен орден „За военна заслуга“ III степен;
- Орден „За заслуга“ на обикновена лента;
- Орден „За заслуга“ на обикновена лента.

## Родословие
|               |               |               |               |               |               |  |  |                         |                         |                         |                         | Велико (Велик) Стойков (около 1835 – 1879) | Велико (Велик) Стойков (около 1835 – 1879) | Велико (Велик) Стойков (около 1835 – 1879) | Велико (Велик) Стойков (около 1835 – 1879) | Велико (Велик) Стойков (около 1835 – 1879) | Велико (Велик) Стойков (около 1835 – 1879) |                              |                              | Мария Сарафова (около 1840 – 1879) | Мария Сарафова (около 1840 – 1879) | Мария Сарафова (около 1840 – 1879) | Мария Сарафова (около 1840 – 1879) | Мария Сарафова (около 1840 – 1879) | Мария Сарафова (около 1840 – 1879) |                            |                            |                            |                            |  |  |                               |                               |                               |                               |                               |                               |  |  |  |  |  |  |
|               |               |               |               |               |               |  |  |                         |                         |                         |                         | Велико (Велик) Стойков (около 1835 – 1879) | Велико (Велик) Стойков (около 1835 – 1879) | Велико (Велик) Стойков (около 1835 – 1879) | Велико (Велик) Стойков (около 1835 – 1879) | Велико (Велик) Стойков (около 1835 – 1879) | Велико (Велик) Стойков (около 1835 – 1879) |                              |                              | Мария Сарафова (около 1840 – 1879) | Мария Сарафова (около 1840 – 1879) | Мария Сарафова (около 1840 – 1879) | Мария Сарафова (около 1840 – 1879) | Мария Сарафова (около 1840 – 1879) | Мария Сарафова (около 1840 – 1879) |                            |                            |                            |                            |  |  |                               |                               |                               |                               |                               |                               |  |  |  |  |  |  |
|               |               |               |               |               |               |  |  |                         |                         |                         |                         |                                            |                                            |                                            |                                            |                                            |                                            |                              |                              |                                    |                                    |                                    |                                    |                                    |                                    |                            |                            |                            |                            |  |  |                               |                               |                               |                               |                               |                               |  |  |  |  |  |  |
|               |               |               |               |               |               |  |  |                         |                         |                         |                         |                                            |                                            |                                            |                                            |                                            |                                            |                              |                              |                                    |                                    |                                    |                                    |                                    |                                    |                            |                            |                            |                            |  |  |                               |                               |                               |                               |                               |                               |  |  |  |  |  |  |
| Атанас Юруков | Атанас Юруков | Атанас Юруков | Атанас Юруков | Атанас Юруков | Атанас Юруков |  |  | Янинка (Енинка) Юрукова | Янинка (Енинка) Юрукова | Янинка (Енинка) Юрукова | Янинка (Енинка) Юрукова | Янинка (Енинка) Юрукова                    | Янинка (Енинка) Юрукова                    |                                            |                                            | Георги Стойков (1860 – 1935)               | Георги Стойков (1860 – 1935)               | Георги Стойков (1860 – 1935) | Георги Стойков (1860 – 1935) | Георги Стойков (1860 – 1935)       | Георги Стойков (1860 – 1935)       |                                    |                                    | Иван Стойков (1866 – 1925)         | Иван Стойков (1866 – 1925)         | Иван Стойков (1866 – 1925) | Иван Стойков (1866 – 1925) | Иван Стойков (1866 – 1925) | Иван Стойков (1866 – 1925) |  |  | Димитър Стойков (1875 – 1958) | Димитър Стойков (1875 – 1958) | Димитър Стойков (1875 – 1958) | Димитър Стойков (1875 – 1958) | Димитър Стойков (1875 – 1958) | Димитър Стойков (1875 – 1958) |  |  |  |  |  |  |
| Атанас Юруков | Атанас Юруков | Атанас Юруков | Атанас Юруков | Атанас Юруков | Атанас Юруков |  |  | Янинка (Енинка) Юрукова | Янинка (Енинка) Юрукова | Янинка (Енинка) Юрукова | Янинка (Енинка) Юрукова | Янинка (Енинка) Юрукова                    | Янинка (Енинка) Юрукова                    |                                            |                                            | Георги Стойков (1860 – 1935)               | Георги Стойков (1860 – 1935)               | Георги Стойков (1860 – 1935) | Георги Стойков (1860 – 1935) | Георги Стойков (1860 – 1935)       | Георги Стойков (1860 – 1935)       |                                    |                                    | Иван Стойков (1866 – 1925)         | Иван Стойков (1866 – 1925)         | Иван Стойков (1866 – 1925) | Иван Стойков (1866 – 1925) | Иван Стойков (1866 – 1925) | Иван Стойков (1866 – 1925) |  |  | Димитър Стойков (1875 – 1958) | Димитър Стойков (1875 – 1958) | Димитър Стойков (1875 – 1958) | Димитър Стойков (1875 – 1958) | Димитър Стойков (1875 – 1958) | Димитър Стойков (1875 – 1958) |  |  |  |  |  |  |